# Державний кордон Канади

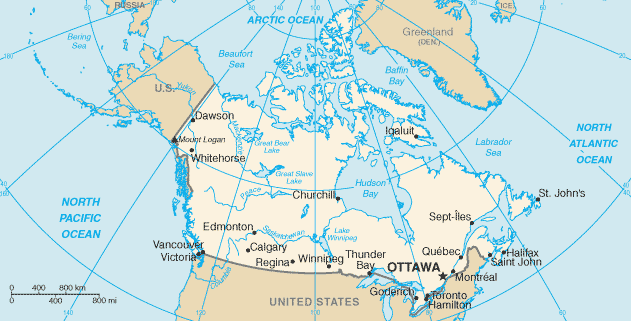
Карта Канади

Державний кордон Канади — державний кордон, лінія на поверхні Землі та вертикальна поверхня, що проходить по цій лінії, що визначають межі державного суверенітету Канади над власними територією, водами, природними ресурсами в них і повітряним простором над ними.

## Сухопутний кордон
Канада — найбільша країна світу, що межує з двома країнами, США на півдні та заході та з Данією на північному сході. Загальна довжина державного кордону — 8893 км, з яких 2477 км припадає на північно-західний кордон зі штатом Аляска, а 6416 км — на південний, з головним масивом американських штатів. Це найдовший у світі державний кордон який не охороняється. Уся територія країни суцільна, тобто анклавів чи ексклавів не існує.
Ділянки державного кордону
| Держава | Ділянка                   | Довжина (км) | Прикордонні регіони | Примітки |
| ------- | ------------------------- | ------------ | ------------------- | -------- |
| США     | південь і північний захід | 8893         |                     |          |

## Морські кордони
Канада на півночі омивається водами Північного Льодовитого океану; на заході — Тихого; на сході — Атлантичного. Загальна довжина морського узбережжя 202,08 тис. км, найдовша берегова лінія серед усіх країн світу. Згідно з Конвенцією Організації Об'єднаних Націй з морського права (UNCLOS) 1982 року, протяжність територіальних вод країни встановлено в 12 морських миль (22,2 км). Прилегла зона, що примикає до територіальних вод, в якій держава може здійснювати контроль, необхідний для запобігання порушенням митних, фіскальних, імміграційних або санітарних законів, простягається на 24 морські милі (44,4 км) від узбережжя (стаття 33). Виключна економічна зона встановлена на відстань 200 морських миль (370,4 км) від узбережжя. Континентальний шельф — 200 морських миль (370,4 км) від узбережжя, або до континентальної брівки (стаття 76).

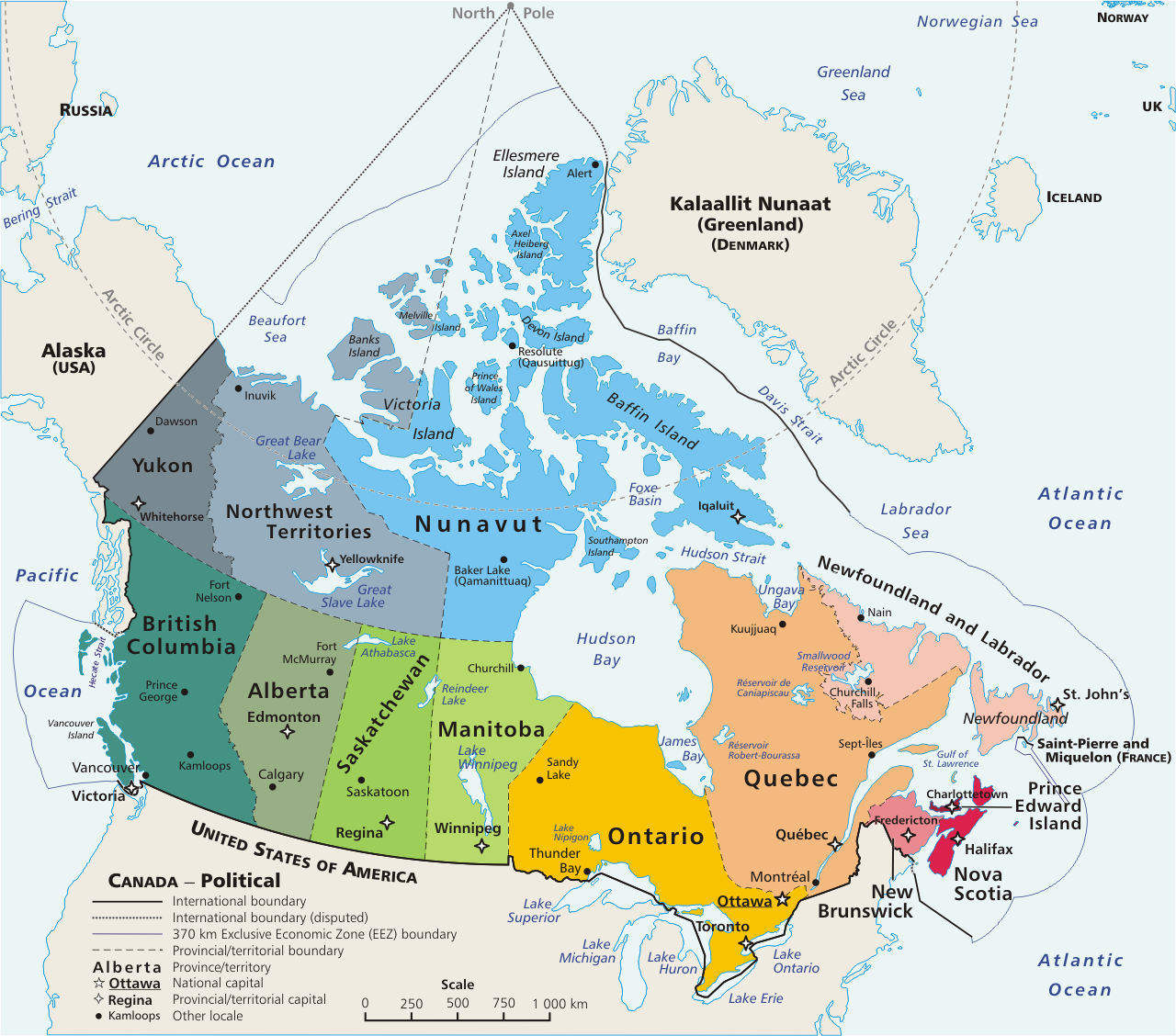
Федеративний устрій, морські кордони та арктичні претензії Канади